# Massa Fermana
Massa Fermana är en ort och kommun i provinsen Fermo i regionen Marche i Italien. Kommunen hade 937 invånare (2018).